# Zoltán Krenický
Zoltán Krenický (Klokočov, 16 novembre 1925 – Košice, 22 giugno 1976) è stato un cestista cecoslovacco.

## Carriera
Con la Cecoslovacchia ha disputato le Olimpiadi 1948. In carriera ha militato nello Slovan Bratislava.